# Katarzyna Milczarek-Jasińska
Katarzyna Milczarek (ur. 2 września 1965 w Warszawie) – polska zawodniczka ujeżdżenia.

## Życiorys
Jej trenerem jest Ernst Hoyos. Zawodniczka należy do klubu jeździeckiego KSJ Zagozd.
Katarzyna Milczarek, wraz ze swoim koniem Ekwador, startowała między innymi w mistrzostwach Europy w Windsorze w 2009 roku oraz w Rotterdamie w 2011 roku, a także w mistrzostwach świata w Kentucky w 2012 roku. W latach 2010 i 2011 znalazła się wśród finalistek Pucharu Świata. Wywalczyła również kwalifikacje do Letnich Igrzysk Olimpijskich 2012 w Londynie. Na olimpiadzie uzyskała wówczas 38. lokatę indywidualną i 8. lokatę drużynową.
Zwyciężyła w Mistrzostwach Polski Seniorów 2013, które odbywały się we Wrocławiu. W latach 2013–2019 jeździła oficjalnie na koniu Dżeko.
Od 2021 roku startuje na koniu Guapo z pierwszym zwycięskim startem w Šamorín w zawodach CDI-W, w programie dowolnym z muzyką. W 2022 roku została zdyskwalifikowana z zawodów w Brnie i zawieszona do 26 stycznia 2024 roku za używanie niedozwolonych substancji, które, jak twierdziła, pochodziły z leków steroidowych zaleconych jej przez farmaceutę.
W 2024 roku miała kilka udanych startów i zakwalifikowała się do Letnich Igrzysk Olimpijskich 2024 w Paryżu. Występując miała ponad 58 lat i tym samym stała się najstarszą osobą z Polski startującą na olimpiadzie, pobijając rekord Józefa Kiszkurny w tym względzie.

## Życie prywatne
Jej mąż, Stanisław Jasiński również jeździł konno, startując w zawodach międzynarodowych WKKW. Wystąpił na Letnich Igrzyskach Olimpijskich 1980. Ich syn, Tomasz, również startował w zawodach jeździeckich.